# Naczelny Komitet Narodowy

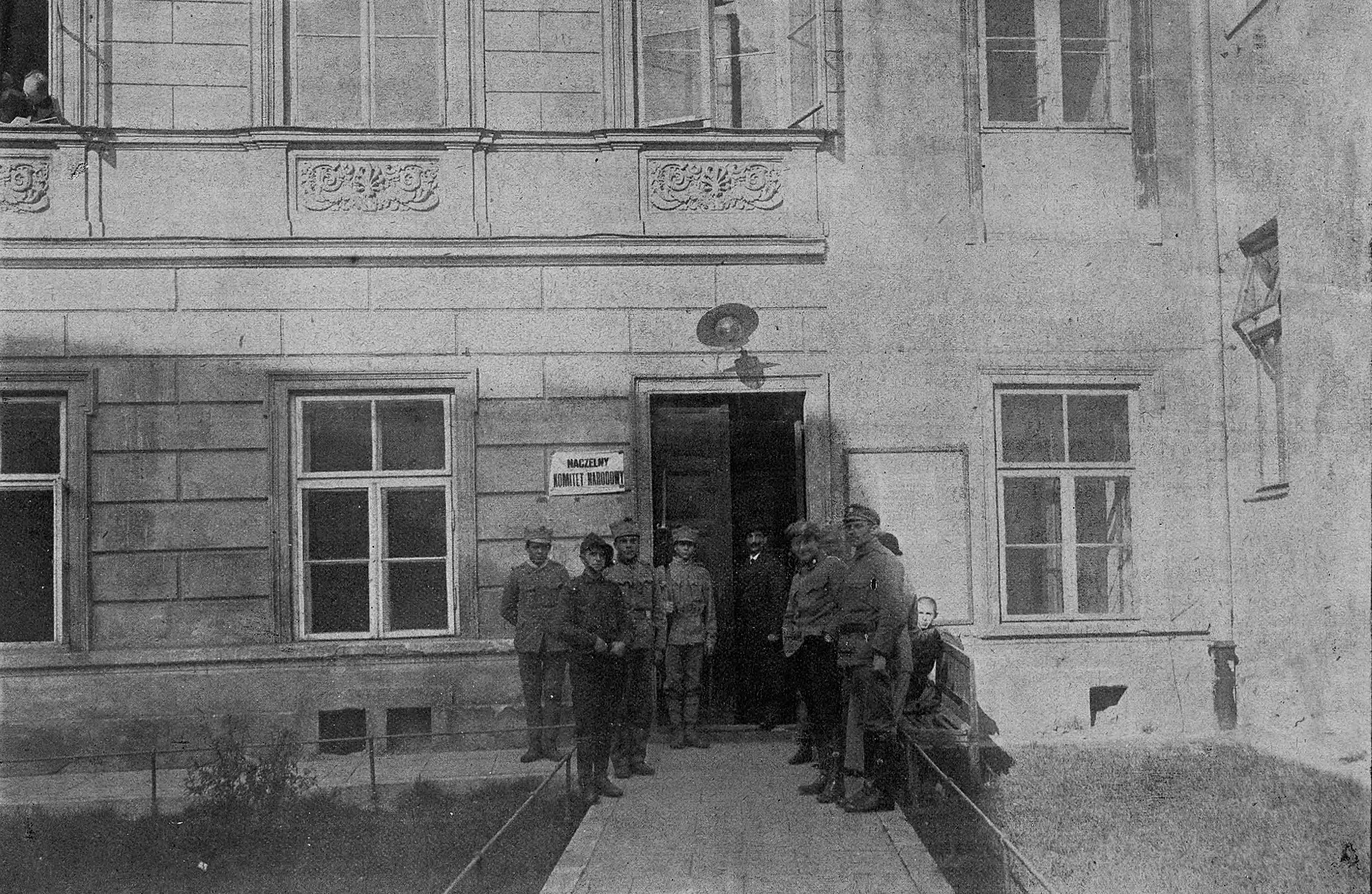
Siedziba NKN w gmachu przy ul. Poselskiej (1914)

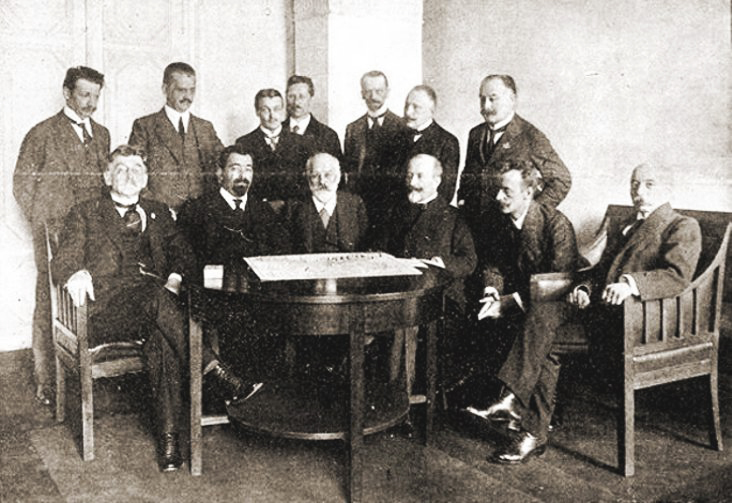
Naczelny Komitet Narodowy w 1914. Siedzą (od lewej): Ludomił German, Konstanty Srokowski, Edmund Zieleniewski, prezes NKN Władysław Leopold Jaworski, Władysław Sikorski, Ignacy Steinhaus. Stoją (od lewej) Rudolf Starzewski, Tadeusz Starzewski, Ludwik Hieronim Morstin, Artur Hausner, Antoni Górski, Zygmunt Marek, Aleksander Lisiewicz

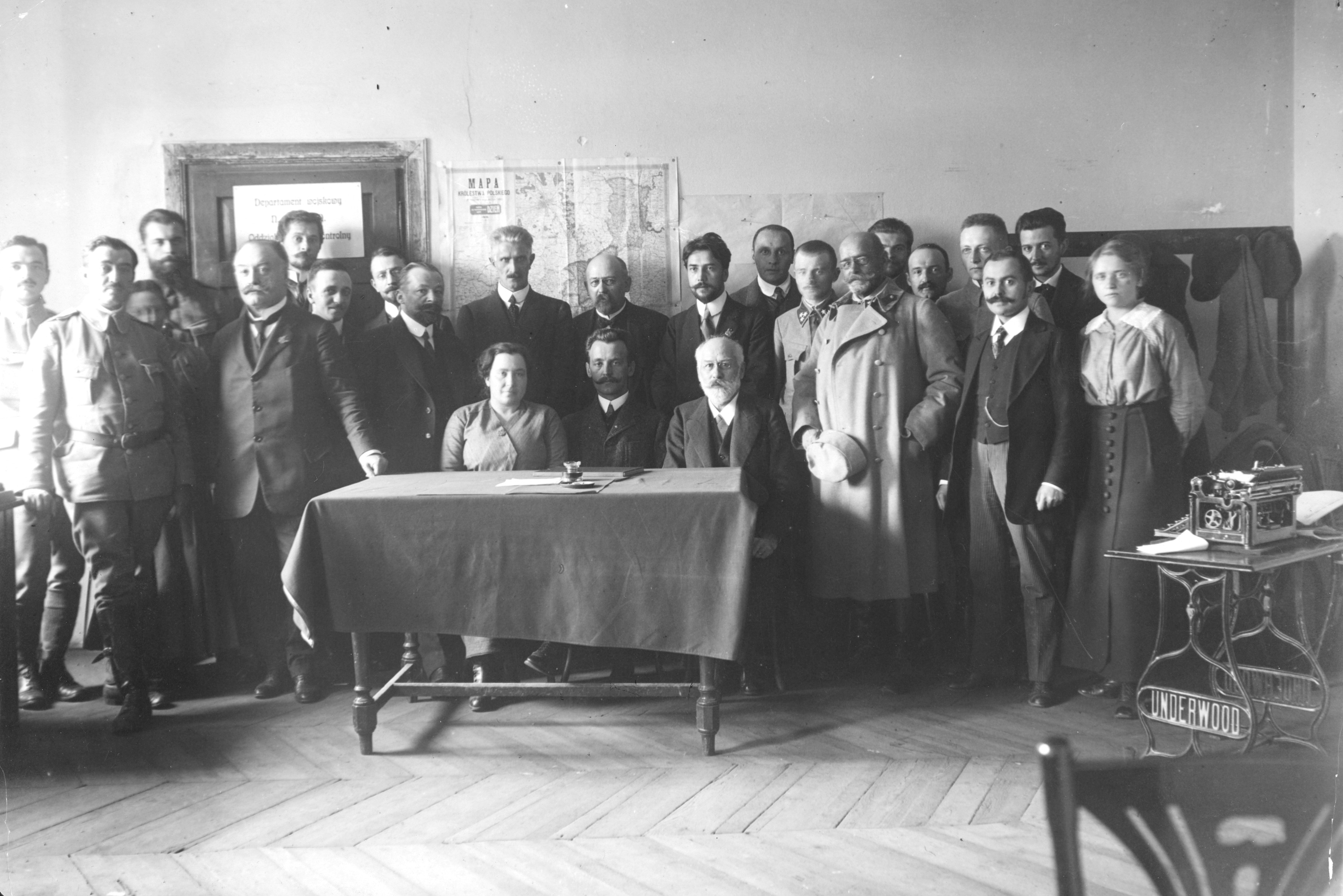
Departament Wojskowy NKN w 1914. W centrum stoi Ignacy Daszyński, w centrum za stołem Władysław Sikorski

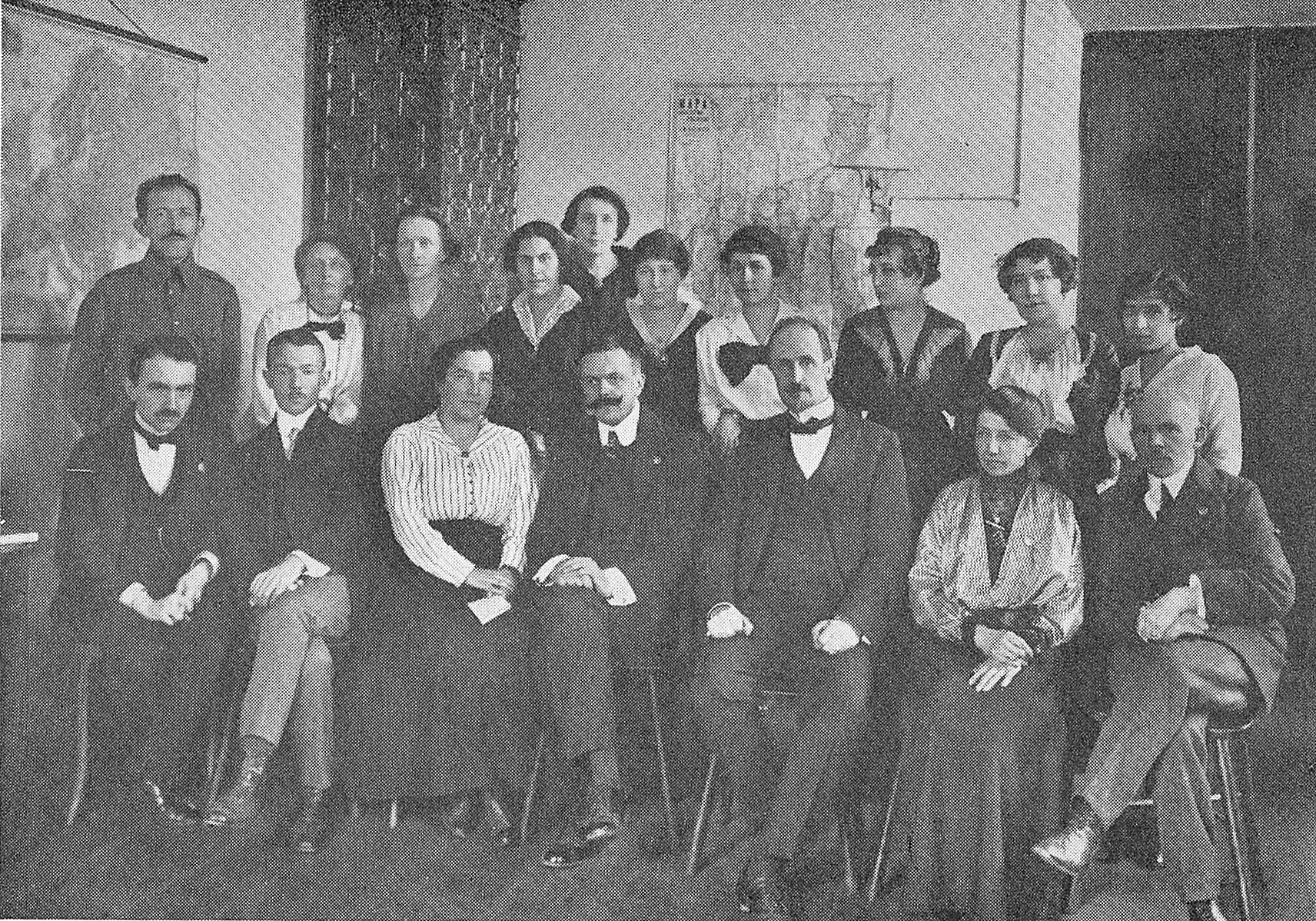
Sekretariat Generalny NKN 1915/16 Kraków. W środku Michał Sokolnicki i Leon Wasilewski

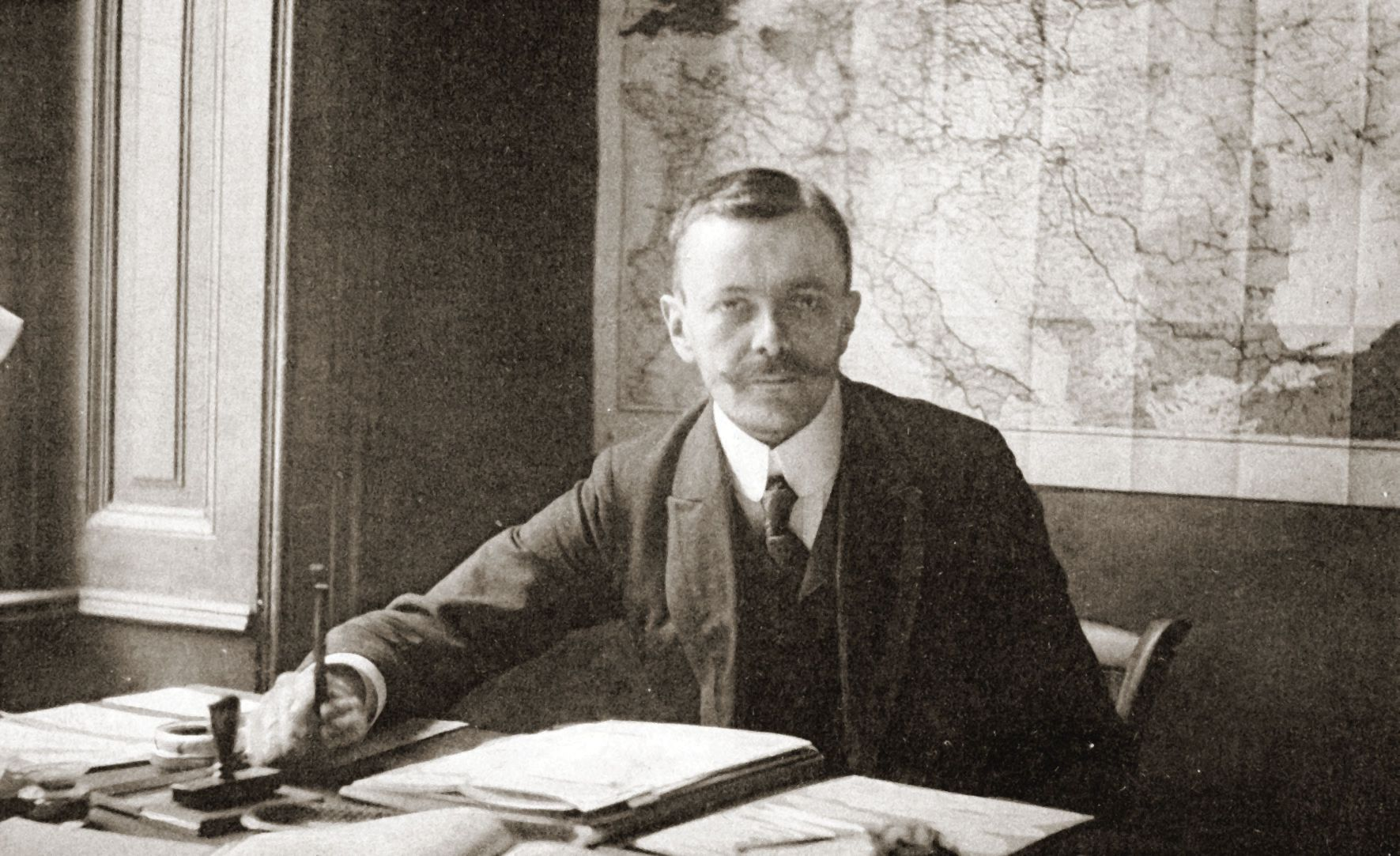
Michał Sokolnicki jako sekretarz NKN

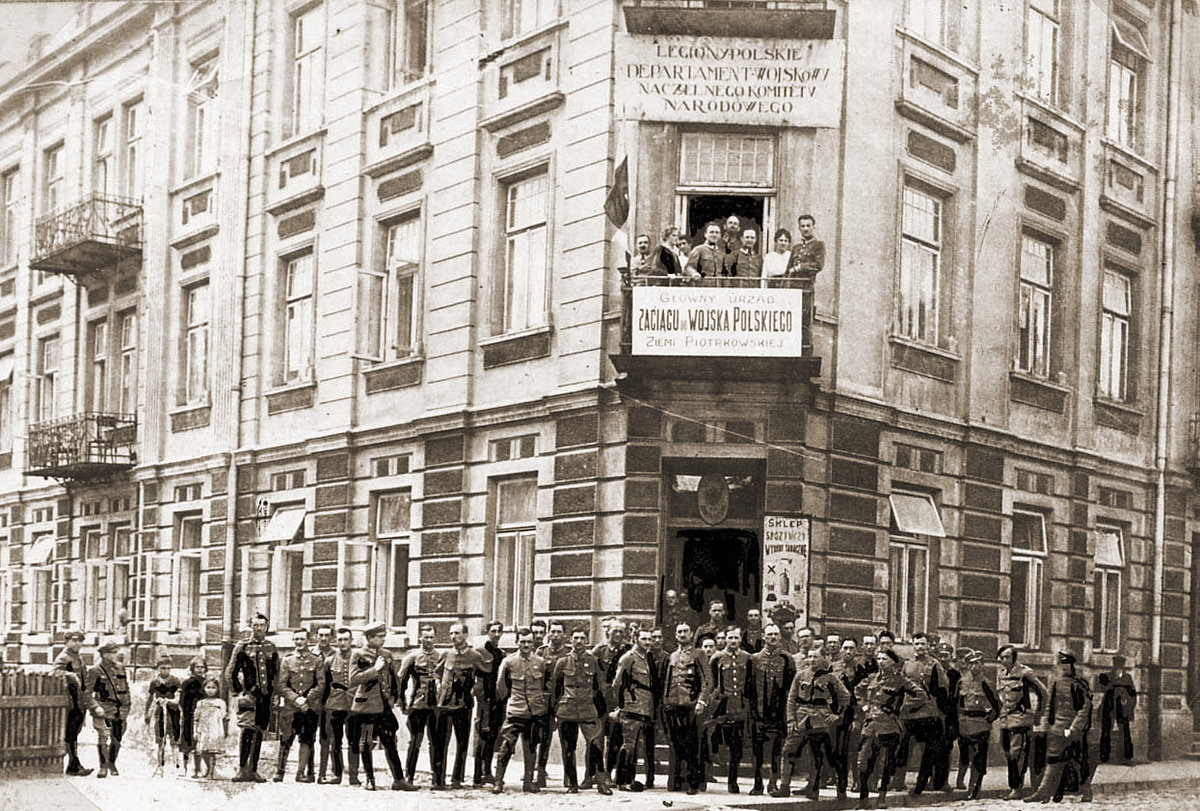
Siedziba i biuro werbunkowe Departamentu Wojskowego NKN, Piotrków Trybunalski 1916

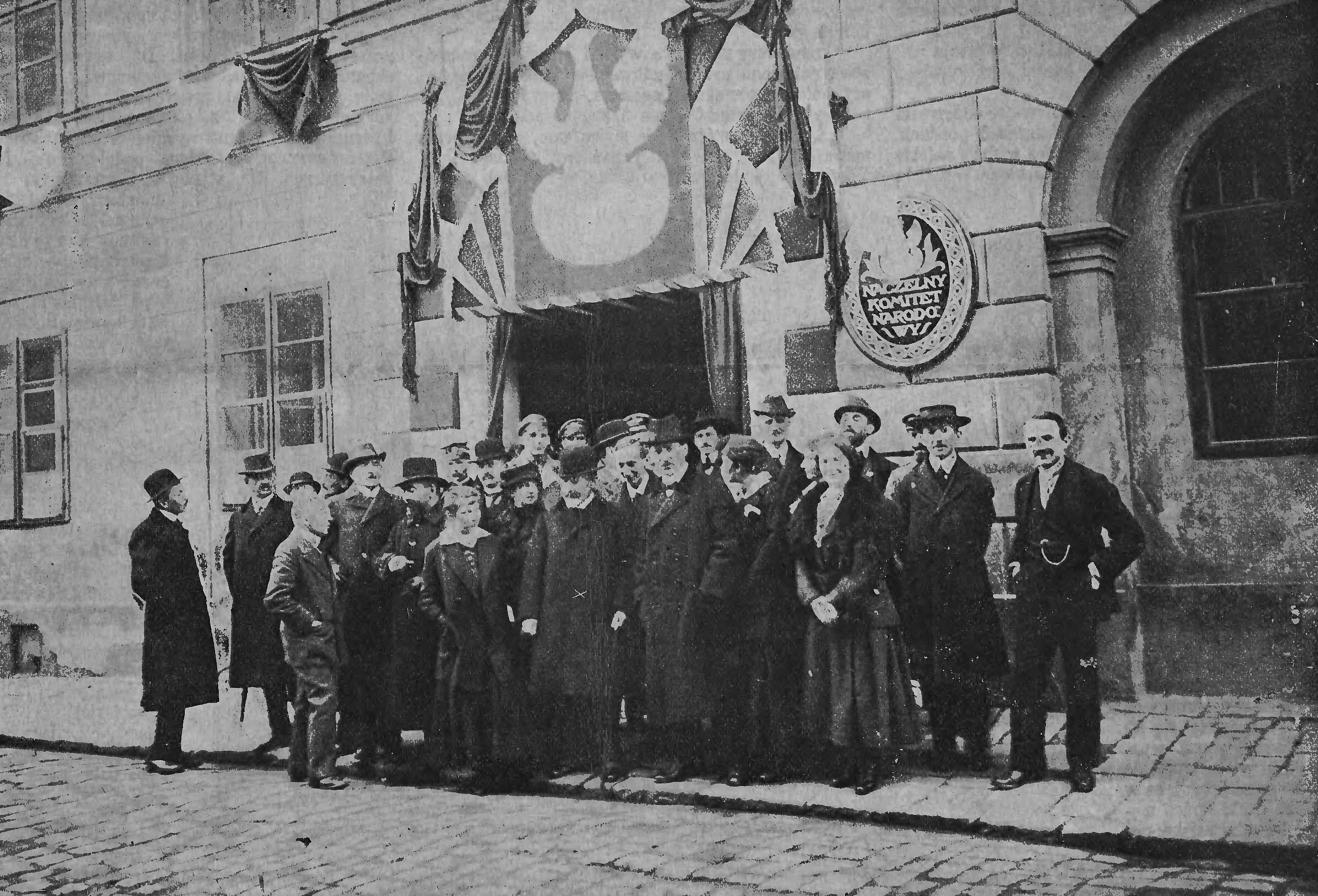
Siedziba NKN w gmachu przy ul. Gołębiej po ogłoszeniu Aktu 5 listopada (1916)

Naczelny Komitet Narodowy – reprezentacja polityczna Polaków w Galicji, powstała 16 sierpnia 1914 w Krakowie, w wyniku porozumienia wszystkich polskich środowisk politycznych zaboru austriackiego: konserwatystów, demokratów, narodowych demokratów, postępowców, ludowców i socjalistów. Popierał rozwiązanie sprawy polskiej podczas I wojny światowej w oparciu o Austro-Węgry – był rzecznikiem trializmu, czyli przekształcenia monarchii habsburskiej w trzyczłonowe państwo Austro-Węgry-Polskę. Polską część monarchii miano utworzyć z połączenia Galicji z Królestwem Polskim. Na czele NKN stanął Juliusz Leo. Kolejni prezesami organizacji byli Władysław Leopold Jaworski, Leon Biliński.

## Historia

### Pierwszy okres działalności (1914)
NKN powstał z inicjatywy konserwatystów krakowskich, jako reprezentacja polityczna wszystkich sił politycznych zaboru austriackiego. Weszły w skład niego partie skupione w Komisji Skonfederowanych Stronnictw Niepodległościowych oraz lwowskim Centralnym Komitecie Narodowym, a także Stronnictwo Postępowo-Demokratyczne i Polskie Stronnictwo Ludowe „Piast”, Po powstaniu NKN jego prezesem został prezes Koła Polskiego Juliusz Leo, Sprawy dotyczące ogólnego kierownictwa zastrzeżone były Komitetowi Wykonawczemu. NKN składał się z 20 członków rzeczywistych i takiej samej liczby ich zastępców. Członkami krakowskiego komitetu byli wówczas: Tadeusz Cieński, Witold Czartoryski, Ignacy Daszyński, Jan Dąbski, Ludomił German, Józef Hudec, Władysław Leopold Jaworski, Józef Neuman, Leon Piniński, Szymon Przybyło, Jan Rozwadowski, Aleksander Skarbek, Konstanty Srokowski, Ignacy Steinhaus, Stanisław Stroński, Hipolit Śliwiński, Zdzisław Tarnowski, Bolesław Wicherkiewicz, Wincenty Witos, Edmund Zieleniewski. Zastępcami członków byli: Tadeusz Kasznica, Andrzej Lubomirski, Zygmunt Marek, Andrzej Średniawski, Władysław Stesłowicz, Artur Hausner, Tadeusz Starzewski, Edmund Riedl, Aleksander Vogel, Franciszek Wójcik, Stanisław Głąbiński, Stanisław Grabski, Roman Krogulski, Józef Sare, Stefan Surzycki, Władysław Sikorski, Stanisław Badeni, Józef Zajchowski, Władysław Długosz, Jan Kanty Federowicz. NKN dzielił się w tym czasie na dwie autonomiczne sekcje: wschodnią z siedzibą we Lwowie i zachodnią z siedzibą w Krakowie. Każda z tych z nich miała sprawować funkcje w pełnym zakresie NKN.
Składy osobowe sekcji Naczelnego Komitetu Narodowego (sierpień 1914)
| Sekcja Wschodnia                                                                   | Sekcja Zachodnia                                                                      |
| ---------------------------------------------------------------------------------- | ------------------------------------------------------------------------------------- |
| Tadeusz Cieński (Centrum Konserwatywne), wiceprezes                                | Władysław Leopold Jaworski (konserwatyści krakowscy), przewodniczący Prezydium SZ NKN |
| Aleksander Skarbek (Narodowa Demokracja), kierownik Departamentu Wojskowego        | Ignacy Daszyński (socjaldemokracja), zastępca przewodniczącego Prezydium SZ NKN       |
| Artur Hausner (socjaldemokracja), zastępca kierownika Departamentu Wojskowego      | Wincenty Witos (ludowcy), zastępca przewodniczącego Prezydium SZ NKN                  |
| Ludomił German (demokraci), kierownik Departamentu Skarbowego                      | Konstanty Srokowski (demokraci), sekretarz generalny Prezydium SZ NKN                 |
| Stanisław Kasznica (Centrum Konserwatywne), kierownik Departamentu Organizacyjnego | Jan Rozwadowski (Narodowa Demokracja), sekretarz generalny Prezydium SZ NKN           |
| ks. Witold Czartoryski (Centrum Konserwatywne)                                     | Władysław Sikorski (postępowi demokraci), szef Departamentu Wojskowego                |
| Józef Hudec (socjaldemokracja)                                                     | Stefan Surzycki (centrum Konserwatywne), zastępca szefa Departamentu Wojskowego       |
| Józef Neumann (stronnictwo mieszczańskie lwowskie)                                 | Stanisław Stroński (Centrum Konserwatywne), szef Departamentu Organizacyjnego         |
| hr. Leon Jan Piniński (konserwatyści podolscy)                                     | Zygmunt Marek (socjaliści), zastępca szefa Departamentu Organizacyjnego               |
| Hipolit Śliwiński (postępowi demokraci)                                            | Tadeusz Starzewski (konserwatyści krakowscy), szef Departamentu Skarbowego            |
| ks. Andrzej Lubomirski (konserwatyści podolscy)                                    | Jan Kanty Federowicz (demokraci), zastępca szefa Departamentu Skarbowego              |
| Władysław Stesłowicz (demokraci)                                                   | Jan Dąbski (ludowcy, PSL „Piast”)                                                     |
| Edmund Riedl (stronnictwo mieszczańskie lwowskie)                                  | Szymon Przybyło (ludowcy, PSL-Lewica)                                                 |
| Aleksander Vogel (konserwatyści podolscy)                                          | Ignacy Steinhaus (konserwatyści krakowscy)                                            |
| Stanisław Głąbiński (Narodowa Demokracja)                                          | Zdzisław Tarnowski (konserwatyści krakowscy)                                          |
| Stanisław Grabski (Narodowa Demokracja)                                            | Bolesław Wicherkiewicz (Chrześcijańska Demokracja)                                    |
| hr. Stanisław Badeni (konserwatyści krakowscy)                                     | Andrzej Średniawski (ludowcy, PSL „Piast”)                                            |
| ks. Józef Zajchowski (Chrześcijańska Demokracja)                                   | Tadeusz Starzewski (konserwatyści krakowscy)                                          |
|                                                                                    | Franciszek Wójcik (ludowcy, PSL-Lewica)                                               |
|                                                                                    | Roman Krogulski (demokraci)                                                           |
|                                                                                    | Józef Sare (demokraci)                                                                |
|                                                                                    | Stefan Surzycki (Centrum Konserwatywne)                                               |
|                                                                                    | Władysław Długosz (ludowcy, PSL „Piast”)                                              |

Po utworzeniu NKN Józef Piłsudski, 5 września 1914, utworzył działająca na terenie Królestwa Polskiego krótkotrwałą Polską Organizację Narodową, która w grudniu 1914 weszła w skład krakowskiego komitetu. Po zajęciu przez Rosjan Lwowa i w obliczu klęski armii austro-węgierskiej NKN opuścili galicyjscy działacze reprezentujący nurt endecki na czele ze Stanisławem Grabskim. Politycy ci od początku wojny zgodnie z wytycznymi lidera Narodowej Demokracji Romana Dmowskiego orientowali się na Rosję, a pretekstem do wystąpienia z NKN dla nich stał się charakter przysięgi składanej przez Legiony, zbyt mało jak twierdzili akcentujący polski, narodowy charakter wojska. Po likwidacji sekcji wschodniej sekcja zachodnia przejęła całokształt prac Naczelnego Komitetu Narodowego.

### Rozbudowa działalności i struktur NKN (1915-1917)
W tym okresie ukształtował się ostateczny kształt polityczny i organizacyjny krakowskiego komitetu. Na jego czele stał od 22 listopada 1914 r. jako prezes Władysław Leopold Jaworski. Członkami NKN byli wówczas: Klaudiusz Angerman, Stanisław Badeni, Władysław Czaykowski, Ignacy Daszyński, Jan Dąbski, Herman Diamand, Władysław Długosz, Stanisław Downarowicz, Jan Kanty Federowicz, Ludomił German, Artur Hausner (wyjechał do USA), Jan Hupka, Władysław Leopold Jaworski, Tadeusz Kasznica, Roman Krogulski, Zygmunt Marek, Jędrzej Moraczewski, Józef Neuman, Leon Piniński, Szymon Przybyło, Edmund Riedl, Józef Sare, Władysław Sikorski, Zdzisław Słuszkiewicz, Michał Sokolnicki, Konstanty Srokowski, Ignacy Steinhaus, Tadeusz Starzewski, Rudolf Starzewski, Władysław Stesłowicz, Hipolit Śliwiński, Andrzej Średniawski, Zdzisław Tarnowski, Wacław Tokarz, Antoni Wereszczyński, Bolesław Wicherkiewicz, Wincenty Witos, Franciszek Wójcik, Józef Zajchowski, Jan Zarański, Edmund Zieleniewski. Ponadto zasiadali w nim jako reprezentanci Polaków w Ameryce: Aleksander Dębski i Aleksander Lisiewicz, reprezentanci Śląska Cieszyńskiego: Henryk Kłuszyński i Tadeusz Reger oraz przedstawicielka Ligi Kobiet Galicji i Śląska – Zofia Moraczewska.
Po odbiciu przez armię austro-węgierską większości terenów Galicji, a także zajęcia przez wojska państw centralnych Królestwa Polskiego nastąpiła znacząca rozbudowa struktur organizacyjnych Naczelnego Komitetu Narodowego. Do najważniejszych agend centralnych NKN w październiku 1915 r. należały:
- Sekretariat Generalny (kierowany przez Michała Sokolnickiego i Konstantego Srokowskiego) któremu podlegały Biura Prezydialne w Wiedniu i Krakowie (szef biura Władysław Michałowski), Biuro Prac Ekonomicznych (Zofia Daszyńska-Golińska), Instytut popierania nauk ekonomiczno-administracyjnych (Adam Krzyżanowski), Wiedeńskie Biuro Prasowe (Adolf Inlender) – wydawało czasopismo „Polen”, Wiedeński Komisariat NKN (prezes Alfred Zgórski), Delegacja NKN we Lwowie (prezes Aleksander Lisiewicz), Delegacja NKN do Królestwa Polskiego (przewodniczący Maksymilian Walicki) – wydawała „Gazetę Polską”[8].

- Departament Wojskowy kolejno w Cieszynie, Sławkowie i Piotrkowie (szef – Władysław Sikorski), podlegały mu Prezydium (zastępca szefa DW – Stanisław Downarowicz), Kancelaria (Alfred Biłyk), oddział kasowy (Joachim Sołtys), oddział techniczny (Franciszek Hilchen), Centralne Biuro Werbunkowe (kierownik – Piotr Gorecki) – podlegały mu placówki werbunkowe (w: Biłgoraju, Busku, Dąbrowie, Iłży, Janowie, Jędrzejowie, Kielcach, Końskich, Kozienicach, Krasnymstawie, Lubartowie, Lublinie, Miechowie, Olkuszu, Opatowie, Opocznie, Pińczowie, Piotrkowie, Puławach: Radomiu, Radomsku, Sandomierzu: Włoszczowie, Zamościu), Centralne biuro poborowe (Józef Okołowicz), Drukarnia DW (Kazimierz Głuchowski), Wydawnictwa Wojskowe (Stanisław Stachiewicz), Biuro zasiłkowe (Henryk Eile), Biuro Prasowe (Stanisław Kot), Oddział Sanitarny DW (szef – Bolesław Wicherkiewicz), Delegacje DW NKN w Wiedniu, Krakowie, Oświęcimiu i Lwowie oraz Delegaci DW NKN (w Białej, Brnie, Brzesku, Bochni, Brzesku, Cieszynie, Dąbrowie, Chrzanowie, Gorlicach, Grybowie, Jaworznie, Kalwarii, Kętach, Krośnie, Krzeszowicach, Limanowej, Mielcu, Myślenicach, Nisku, Nowym Sączu, Nowym Targu, Oświęcimiu, Pilźnie, Suchej, Tarnobrzegu, Tarnowie, Wadowicach, Wieliczce, Zakopanem i Żywcu), Biuro Legionów Polskich w Warszawie (Alojzy Przeździecki)[8]. Od 1915 do maja 1917 działało przy ul. Szczyglej 12 w Warszawie kierowane przez Tytusa Filipowicza tajne biuro prasowo-informacyjne NKN przy przedstawicielu austro-węgierskiego Armeeoberkommando(inne języki) płk. Josefie von Paiciu, podległe Prezydium i Departamentowi Wojskowemu NKN[10][11].
- Departament Organizacyjny (szef – Zygmunt Marek), podlegały mu Biuro Departamentu (kierownik – Julian Smulikowski), Delegaci Departamentu, Komisja Oświatowa (przewodniczący – Marian Raciborski), Komisja Artystyczna (przewodniczący – Franciszek Mączyński), Oddział automobilowy, Komitet Kolumny Legionów oraz Powiatowe Komitety Narodowe (w: Białej, Bochni, Brzesku, Boguminie, Chrzanowie, Dąbrowie, Frysztacie, Gorlicach, Grybowie, Jaśle, Jordanowie, Kętach, Kolbuszowie, Limanowej, Makowie, Mielcu, Morawskiej Ostrawie, Myślenicach, Nowym Sączu, Nowym Targu, Oświęcimiu, Pilźnie, Skawinie, Suchej, Tarnowie, Wadowicach, Wieliczce, Zakopanem, Zatorze, Żywcu) oraz redakcja „Pracy Narodowej” w Zakopanem[8]. Na terenie okupacji austriackiej w Królestwie Polskim działało od maja 1915 do sierpnia 1916 Centralne Biuro Szkolne kierowane przez Ksawerego Praussa które zajmowało się m.in. dostarczaniem pomocy naukowych i podręczników szkolnych, zakładaniem bibliotek nauczycielskich, organizowaniem kursów dokształcających dla nauczycieli[3].
- Departament Skarbowy (Szef – Tadeusz Starzewski), podlegało mu Prezydium (zastępca Szefa – Jan Kanty Federowicz), Oddział Kontroli DS (przewodniczący – Edmund Zieleniewski), Komisja Szkontrująca NKN w Wiedniu (przewodniczący – Józef Neuman), Biuro Zasiłkowe (kierownik – Kazimierz Giebułtowski), Centralne Biuro Wydawnictw (dyrektor – Antoni Procajłowicz), Redakcja „Ilustrowanego Tygodnika Polskiego” (kierownik artystyczny – Lucjan Rydel), Redakcja Kalendarza NKN „Legionista Polski” (redaktor Marian Stępowski)[8].

28 kwietnia 1916 dokonano rekonstrukcji Naczelnego Komitetu Narodowego. Jego prezesem został wówczas Leon Biliński, zaś jego członkami zostali wówczas reprezentanci następujących ugrupowań: Polskiej Partii Socjaldemokratycznej Galicji i Śląska (Emil Bobrowski, Herman Diamand, Jędrzej Moraczewski, Zygmunt Marek, Ignacy Daszyński, Artur Hausner), Polskiego Stronnictwa Postępowego (Aleksander Lisiewicz, Bronisław Laskowicki, Władysław Sikorski, Hipolit Śliwiński, Stanisław Downarowicz i Bronisław Pawlewski), Polskiego Stronnictwa Ludowego „Piast” (Klaudiusz Angerman, Franciszek Bardel, Władysław Długosz, Józef Rączkowski, Andrzej Średniawski, Wincenty Witos), Polskiej Organizacji Narodowej (Michał Sokolnicki, Tadeusz Kupczyński), Stronnictwa Społeczno-Narodowego (Zdzisław Słuszkiewicz, Antoni Wereszczyński), Polskiego Stronnictwa Demokratycznego (Ludomił German, Władysław Stesłowicz, Konstanty Srokowskim, Jan Zarański, Roman Krogulski, Edmund Zieleniewski, Jan Kanty Federowicz, Piotr Kossobudzki, Ignacy Steinhaus, Ernest Habicht, Władysław Czaykowski, Juliusz Leo), Stronnictwa Prawicy Narodowej (Jan Hupka, Jan Konopka, Edward Mycielski, Rudolf Starzewski, Tadeusz Starzewski, Zdzisław Tarnowski, Władysław Leopold Jaworski), podolaków (Mieczysław Urbański, Kazimierz Laskowski, Stanisław Dydyński, Włodzimierz Godlewski, August Krasicki, Michał Garapich, Aleksander Dąbski, Władysław Serwatowski, Władysław Dzieduszycki, Jan Potocki, Mieczysław Burzyński i Andrzej Lubomirski). W tym okresie następował dalszy rozwój struktur organizacyjnych, m.in. powstał wówczas: Departament Opieki (pod przewodnictwem Jana Hupki) oraz przedstawicielstwa zagraniczne. Powstawały także nowe periodyki i wydawnictwa, m.in. wydawane w Piotrkowie przez Departament Wojskowy Wiadomości Polskie.Dokonano także odbudowy i rozbudowy struktur powiatowych w Galicji. 1 marca 1916 działały one w następujących powiatach: Biała, Bochnia, Borysław, Bohorodczany, Bolechów, Brzeżany, Bogumin, Brzesko, Chrzanów, Czerniowce, Chodorów, Dąbrowa, Dolina, Drohobycz, Dubiecko, Gorlice, Grybów, Gródek Jagielloński, Jarosław, Jasło, Jaworzno, Jordanów, Kęty, Kolbuszowa, Kołomyja, Kraków, Krosno, Krzeszowice, Kuty, Limanowa, Lubaczów, Łańcut, Maków, Mielec, Mszana Dolna, Morawska Ostrawa, Myślenice, Nisko, Nowy Targ, Nowy Sącz, Oświęcim, Przemyśl, Pilzno, Przemyślany, Ropczyce, Rzeszów, Radymno, Rudki, Skawina, Sucha, Sambor, Sanok, Schednica, Stebnik, Śniatyń, Stanisławów, Truskawiec, Tarnów, Tarnobrzeg, Wadowice, Wieliczka, Zagórz, Zator.
W kwestii rozwiązania sprawy polskiej NKN orientował się na Austro-Węgry i od początku zmierzał w kierunku utworzenia monarchii trialistycznej: Austro-Węgiersko-Polskiej. Z inicjatywy krakowskiego komitetu tworzone były Legiony Polskie walczące u boku armii austriackiej przeciwko Rosji. Polityka władz austriackich, pomimo przychylności cesarza Franciszka Józefa dla takiej koncepcji, była powstrzymywana przez Cesarstwo Niemieckie, odgrywające w sojuszu z Austro-Węgrami rolę dominującą i niechcące dopuścić do zjednoczenia ziem polskich zaboru rosyjskiego i austriackiego pod berłem Habsburga. Dla Berlina było to niepożądane ze względu na znaczące wzmocnienie pozycji Austrii i realne zagrożenie polską irredentą wobec ziem polskich zaboru pruskiego. Również Węgrzy obawiając się utraty własnej uprzywilejowanej pozycji w monarchii Habsburgów sprzeciwiali się koncepcji trialistycznej, Departamentem wojskowym NKN kierował płk Władysław Sikorski, reprezentujący stanowisko rozbudowy Legionów. W 1915 r. doszło do konfliktu pomiędzy Sikorskim i Piłsudskim, który sprzeciwiał się dalszemu werbunkowi do Legionów chcąc realizować swoją koncepcję licytacji sprawy polskiej wzwyż. W następnych latach doszło do upadku znaczenia NKN, które stopniowo utracił swoje zaplecze polityczne po opuszczeniu go w 1917 roku przez ludowców i socjalistów oraz Ligę Kobiet Galicji i Śląska.

### Likwidacja NKN (1917-1920)
W związku z powołaniem Rady Regencyjnej, jako organu władzy zwierzchniej Królestwa Polskiego, zadeklarowano rozwiązanie NKN. Formalnie NKN został rozwiązany na posiedzeniu 15 października 1917 jednak okres jego likwidacji trwał do 19 sierpnia 1920 roku. M.in. 1 stycznia 1918 r. Rada Ministrów Królestwa Polskiego podporządkowana RR zawarła z NKN porozumienie o przekazaniu na rzecz jej Departamentu Stanu zagranicznych biur informacyjnych, zorganizowanych przez NKN.